# Marattia burkei
Marattia burkei là một loài dương xỉ trong họ Marattiaceae. Loài này được Baker mô tả khoa học đầu tiên năm 1897.
Danh pháp khoa học của loài này chưa được làm sáng tỏ. 